# Provincia eclesiástica de San Juan de Puerto Rico

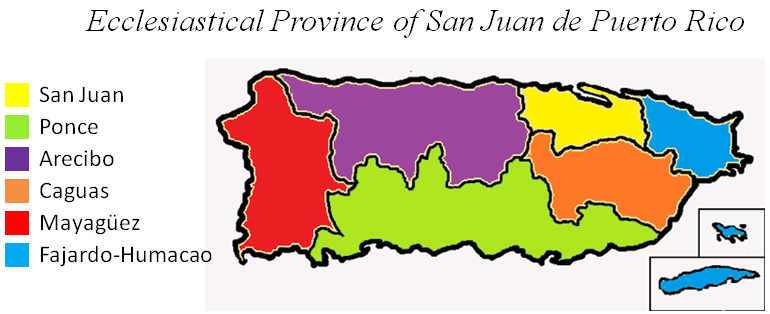
Territorio de la Provincia eclesiástica de Puerto Rico.

La provincia eclesiástica de Puerto Rico es la agrupación que comprende las diócesis católicas de San Juan -que es la metropolitana- y las diócesis sufragáneas de Arecibo, Caguas, Fajardo-Humacao, Mayagüez y Ponce.
Su catedral metropolitana es la Catedral de San Juan Bautista.
Esta provincia comprende el actual territorio de Puerto Rico, estado libre asociado de Estados Unidos desde el 25 de julio de 1952. No obstante, no está de ninguna manera vinculada a las provincias eclesiásticas de Estados Unidos. Con total independencia, responde directamente a Roma desde el 20 de febrero de 1903, cuando el Papa León XIII, proclamó que la Provincia Eclesiástica de San Juan de Puerto Rico estaría sujeta directamente a la Santa Sede mediante el breve apostólico "Actum Praeclare".

## Catedrales
| Catedral                                             | Diócesis                    |
| ---------------------------------------------------- | --------------------------- |
| Catedral Metropolitana Basílica de San Juan Bautista | Arquidiócesis de San Juan   |
| Catedral de San Felipe Apóstol                       | Diócesis de Arecibo         |
| Catedral del Dulce Nombre de Jesús                   | Diócesis de Caguas          |
| Catedral de Santiago Apóstol                         | Diócesis de Fajardo-Humacao |
| Catedral de Nuestra Señora de la Candelaria          | Diócesis de Mayagüez        |
| Catedral de Nuestra Señora de Guadalupe              | Diócesis de Ponce           |